# 仪姆兰的家属章
仪姆兰的家属章（阿拉伯语：‎，羅馬化：Āl ʿImrān）是《古兰经》的第三章，有两百个节句。 

## 背景
在伊斯兰教中，仪姆兰被视作圣母玛丽亚的父亲。该章以仪姆兰家族命名，该家族成员有仪姆兰、聖安妮、圣母玛丽亚和爾撒。